# Armaguerra Mod. 39
Il Fucile Armaguerra Modello 1939 è un fucile semiautomatico progettato e prodotto in Italia.

## Genesi e sviluppo
L'arma fu progettata da Gino Revelli, figlio del geniale Abiel Bethel Revelli, e i brevetti relativi all'arma vennero cointestati con Francesco Nasturzio, Imprenditore Genovese che ne finanziò lo sviluppo. 
Il Regio Esercito, dopo l'adozione del 7,35x51 (come nuovo calibro in sostituzione del 6,5x52) e la conseguente adozione del Fucile mod. 38, indisse nel 1938 una serie di gare per adottare un Fucile Semiautomatico, che nelle speranze dello Stato Maggiore doveva essere distribuito a tre tiratori scelti per squadra di Fucilieri e ad altre unità selezionate. Le armi, in calibro 7,35x51, dovevano avere una canna di circa 530mm, una lunghezza totale di circa 1000mm, dovevano poter utilizzare lo stesso Pugnale-Baionetta usato dai Fucili Mod. 38 e lo stesso caricatore a pacchetto delle armi mod.91 e mod. 38. Le gare si svolsero tra il Settembre 1938 e il Gennaio 1939. Vi presero parte la Fabbrica d'Armi R.E. di Terni con due esemplari a canna fissa (Probabilmente evoluzioni dei brevetti Genovesi-Revelli), la S.A. Armi Automatiche Scotti con un'evoluzione dello Scotti Mod. X, la Si.St.Ar. con un progetto dell'ing. Mancini, la F.N.A. con un'arma dell'ing. Pavesi, la S.A. Ernesto Breda con il suo Breda CR5. Il Regio Esercito ordinò 50.000 pezzi alla Società Anonima Revelli Manifattura Armi Guerra di Genova, che si impegnò a costruirli in una nuova fabbrica costruita per lo scopo a Cremona. Il fucile trasse il nome dall'acronimo della ditta, ARMAGuerra, il quale diverrà nel Settembre 1941 la nuova ragione sociale della ditta, Società Anonima Armaguerra. Nel Gennaio 1940, con il prossimo ingresso dell'Italia nella seconda guerra mondiale, lo Stato maggiore decise di annullare tutte le produzioni in 7,35x51 e di restare al 6,5x52 per evitare problemi logistici di approvvigionamento e distribuzione di un doppio munizionamento. Pertanto la produzione dell'Armaguerra mod. 39 in 7,35x51 fu limitata a qualche esemplare di preproduzione; alla ditta Revelli venne richiesto di riprogettare l'arma per il 6,5x52.  La conversione del Mod. 39 al vecchio calibro 6,5 × 52 mm richiese una parziale riprogettazione, a causa della maggiore pressione sviluppata da questa munizione (3.000 atm rispetto alle 2.500 atm della cartuccia 7,35 x 51 mm Carcano) e alla lunghezza diversa della canna: Il 6,5x52 infatti per essere sfruttato completamente ha bisogno di una canna di circa 650mm, al contrario del 7,35x51 sviluppato per una canna di circa 530mm. La ditta completò la costruzione del corpo principale della nuova fabbrica nella Primavera del 1940, procedendo alla fabbricazione di circa 200 Fucili semiautomatici mod. 39 in calibro 6,5x52, prima che lo Stato Maggiore ordinasse la completa sospensione anche di questa produzione per le necessità belliche. Risulta che le poche centinaia di fucili prodotti siano stati testati per un possibile impiego tattico tra il 1940 e il 1941.

## Descrizione
L'arma, con tiro semiautomatico, funzionava a corto rinculo della canna, con sistema di blocco oscillante: la canna e l'otturatore rinculavano insieme per circa 10 mm; poi l'otturatore, continuava la sua corsa retrograda espellendo il bossolo. L'alimentazione avveniva inserendo dall'alto la lastrina da 6 colpi (comune al Mod.91/38), che fuoriusciva per gravità quando l'otturatore inseriva l'ultima cartuccia. Una particolarità dell'arma era l'assenza di manetta di armamento convenzionale: per armare l'otturatore si doveva agire sulla maglietta anteriore della cinghia, che comunque non essendo reciprocante, non arretrava allo sparo. Anteriormente al ponticello era presente la leva di sgancio dell'otturatore, che rimaneva in apertura dopo l'ultimo colpo. La tacca di mira era tarata a 200 metri. La versione in 7,35x51 montava il Pugnale-baionetta Mod. 1938, mentre la versione in 6,5x52 montava la sciabola-baionetta Mod. 1891